# Nightmares Made Flesh
Nightmares Made Flesh is de tweede langspeelplaat van de Zweedse deathmetalgroep Bloodbath uitgebracht in 2004. Mikael Åkerfeldt was op dit moment geen lid meer van de band, omdat hij het te druk had met Opeth (maar keerde later wel terug). Met deze plaat werd Bloodbath een serieuzere band. Daarom wisselde Dan Swanö van drums naar gitaar, zodat ze twee gitaristen hadden en konden optreden. Martin Axenrot werd de nieuwe drummer en zou later aansluiten bij Opeth.

## Tracklist
Alle muziek en teksten zijn geschreven door Bloodbath. 
| 1.                 | Cancer Of The Soul       | 3:33 |
| 2.                 | Brave New Hell           | 4:03 |
| 3.                 | Soul Evisceration        | 3:38 |
| 4.                 | Outnumbering The Day     | 3:15 |
| 5.                 | Feeding The Undead       | 4:04 |
| 6.                 | Eaten                    | 4:19 |
| 7.                 | Bastard Son Of God       | 2:51 |
| 8.                 | Year Of The Cadaver Race | 4:33 |
| 9.                 | The Ascension            | 3:52 |
| 10.                | Draped In Disease        | 3:59 |
| 11.                | Stillborn Saviour        | 3:39 |
| 12.                | Blood Vortex             | 3:31 |
| Totale duur: 45:17 |                          |      |

## Bezetting
- Peter Tägtgren – Vocalen
- Anders Nyström – Gitaar
- Dan Swanö - Gitaar
- Jonas Renkse – Basgitaar
- Martin Axenrot – Drum